# Os Brazões
Os Brazões (a ortografia do nome da banda é com a letra "Z" e não com a letra "S" como consta no Dicionário Cravo Albin) foi uma banda brasileira de rock psicodélico e tropicalismo. A banda é considerada uma das pérolas da psicodelia brasileira.

## História
A banda foi formada no Rio de Janeiro no final de 1968 e serviu de apoio para vários cantores, entre eles Gal Costa e Tom Zé. Entre os seus principais shows estão um realizado com Gal Costa na Boate Sucata, no Rio de Janeiro, em abril de 1969, e outro realizado em maio do mesmo ano no Teatro de Bolso, com Gal Costa e Tom Zé. A banda também defendeu a canção Gotham City, composta por Jards Macalé e Capinam, no IV Festival Internacional da Canção Popular, em 1969, e teve uma canção incluída na coletânea desse festival. Mais tarde, a banda tocou com Miriam Batucada em uma longa temporada na boate Drink, de Djalma Ferreira.
Ao contrário do que consta no Dicionário Cravo Albin, que afirma que a banda gravou lançou dois álbuns, ela lançou apenas um. A formação que gravou o álbum da banda era constituída por Miguel de Deus (guitarra base), Eduardo "Edu" Rocha (bateria e percussão), Roberto (guitarra solo), Taco (baixo), e Mandrake (percussão, em participação especial) mas também passaram pela banda os músicos Sérgio Bandeyra (guitarra e voz, ex-integrante do Albatroz, banda em que Lulu Santos tocou no início de carreira), Paulinho Augusto (guitarra, que tocou no O Bando), Roberto (órgão), Luís Carlos (bateria e percussão), Francisco (bateria e percussão), Gastão (percussão), Clarita (backing vocal) e Walkíria (backing vocal).
A banda é muito elogiada por Nelson Motta na contra-capa de seu álbum, e em seu álbum são apontadas como destaque as canções Gotham City (regravada na década de 1980 pelo Camisa de Vênus), Pega a Voga Cabeludo e Volksvolkswagen Blue (ambas de Gilberto Gil), Momento B8 (do Brazilian Octopus) e Planador (do Liverpool).
Após o fim da banda, Miguel de Deus, que era baiano, integrou a banda Assim Assado, que tinha um estilo semelhante ao do Secos & Molhados e lançou um álbum, e depois participou do movimento Black Rio e lançou um dos discos mais cultuados de soul e funk, chamado Black Soul Brothers.
Em 2006, a banda teve a canção "Tão Longe de Mim" incluída na trilha sonora do filme 1972, e no mesmo ano a banda teve o seu álbum relançado em CD na série Som Livre Masters, que chegou a ser apontado como "um dos destaques do projeto", e ele se esgotou rapidamente.

## Integrantes

### Formação do álbum
- Miguel de Deus: guitarra base
- Eduardo: bateria
- Roberto: guitarra solo
- Taco: baixo elétrico

Participação especial:
- Mandrake: percussão

### Outros músicos que passaram pela banda
- Sérgio Bandeyra: guitarra elétrica e voz
- Roberto: órgão
- Luís Carlos: bateria e percussão
- Francisco: bateria e percussão
- Gastão: percussão
- Clarita: backing vocal
- Walkíria: backing vocal

## Discografia

### Álbum
- Os Brazões
  - LP RGE Discos XRLP 5333 (1969, edição brasileira)
  - LP Fermata LF 174 (1970, edição argentina)
  - CD Som Livre Som Livre Masters - 0229 2 (2006)

Faixas:
1. Pega A Voga, Cabeludo
2. Canastra Real
3. Módulo Lunar
4. Volksvolkswagen Blue
5. Tão Longe de Mim
6. Carolina, Carol Bela
7. Feitiço
8. Planador
9. Espiral
10. Gothan City
11. Momento B8
12. Que Maravilha

### Singles

#### Compacto simples
- Feitiço/Gotham City RGE (1969)

#### Compacto duplo
- Volksvolkswagen Blue/Espiral/Gotham City/Feitiço RGE CD80.279 (1970)

### Coletâneas
- IV Festival Internacional da Canção Popular Fermata FB 264 (1969, participação com a canção "Canastra Real")
- Trilha Sonora do Filme 1972 (2006, participação com a canção "Tão Longe de Mim")